# エルンスト・フールマン

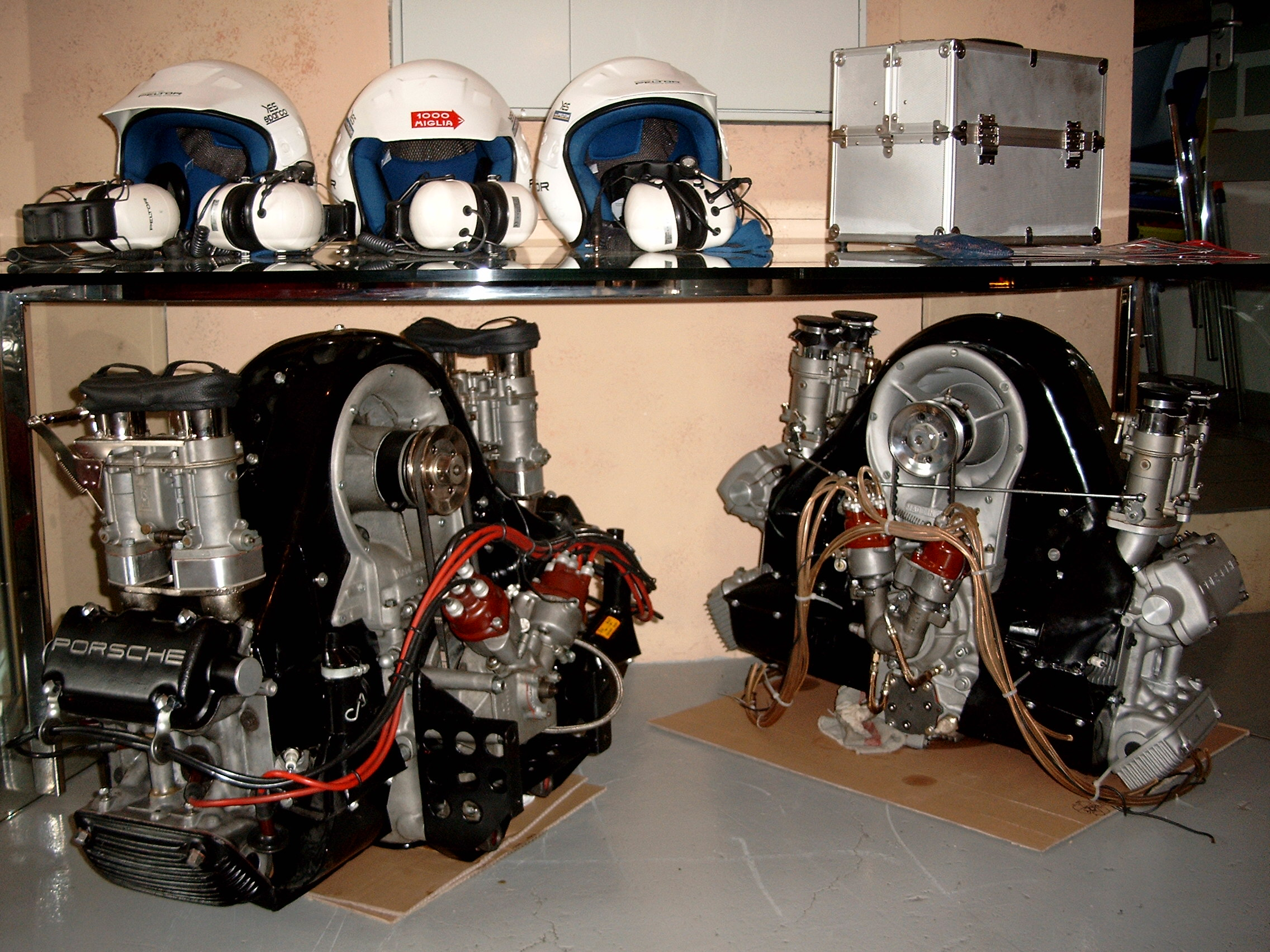
フールマンが開発に携わった水平対向4気筒エンジン。904や718などに搭載された

エルンスト・フールマン（独: Ernst Fuhrmann 、1918年10月21日 – 1995年2月6日、シュタイアーマルク州）は、ドイツの自動車技術者、実業家。工学博士。1972年から1980年までポルシェの会長を務めた。
オーストリアのウィーン出身。彼が開発に携わったエンジンは、フールマン・エンジンとして知られている。